# Ryota Okada
Ryota Okada (岡田 亮太 Okada Ryota?, nacido el 9 de septiembre de 1988 en Tokio) es un futbolista japonés que se desempeña como defensa.

## Trayectoria

### Clubes
| Club                | País  | Año    |
| ------------------- | ----- | ------ |
| Fukushima United FC | Japón | 2011 - |

## Estadística de carrera

### J. League
| Club                | Año   | J. League | J. League | Copa J. League | Copa J. League | Total | Total |
| Club                | Año   | Part.     | Goles     | Part.          | Goles          | Part. | Goles |
| ------------------- | ----- | --------- | --------- | -------------- | -------------- | ----- | ----- |
| Fukushima United FC | 2014  | 17        | 0         | -              | -              | 17    | 0     |
| Fukushima United FC | 2015  | 36        | 2         | -              | -              | 36    | 2     |
| Fukushima United FC | 2016  | 29        | 1         | -              | -              | 29    | 1     |
| Fukushima United FC | 2017  | 30        | 1         | -              | -              | 30    | 1     |
| Total               | Total | 112       | 4         | 0              | 0              | 112   | 4     |